# Kusthalmspindel
Kusthalmspindel (Tibellus maritimus) är en spindelart som först beskrevs av Menge 1875.  Kusthalmspindel ingår i släktet Tibellus och familjen snabblöparspindlar. Arten är reproducerande i Sverige. Inga underarter finns listade i Catalogue of Life.